# Associació Esportiva Unificació Badalona Sud
L'Associació Esportiva Unificació Badalona Sud és un club de futbol català de la ciutat de Badalona, al Barcelonès.

## Història
L'any 1919 es creà al barri d'Artigues de Badalona el FC Artiguense, federant-se l'any 1922 Fou un destacat club durant els anys vint participant en la tercera categoria del Campionat de Catalunya. L'any 1926 s'uní a la US Llevant-Catalunya (nascut el 1923 a Badalona) adoptant el nom de FC Artiguense-Llevant. La seva millor temporada fou la 1928-29 quan arribà a disputar la promoció a la Segona Categoria. L'any 1933 es fusionà amb el FC Badalona desapareixent de la vida futbolística catalana.
Després de la Guerra Civil el club reaparegué amb la denominació de UD Artiguense. L'any 1956 inaugurà l'estadi Jaume Estapé, que va ser fundador i primer president del club. El club visqué la seva millor època a cavall entre els 50 i 60 quan disputà 8 temporades a la Tercera Divisió. El seu uniforme era samarreta i pantalons vermells.
L'any 1967 es fundà al barri veí de Sant Roc el CF Sant Roc. El 2005 Sant Roc i Artiguense es fusionaren donant vida a la Unificació Badalona Sud. L'any 2010 es proclamà campió de lliga del grup 4 de la Segona Territorial i el 2011 quedà setè de Primera Territorial, canviant aquesta categoria per Segona Catalana.

## Temporades
Temporades de la UD Artiguense a Tercera Divisió:
- 1955-1956: 3a Divisió 4t
- 1956-1957: 3a Divisió 11è
- 1957-1958: 3a Divisió 19è
- 1958-1959: 3a Divisió 4t
- 1959-1960: 3a Divisió 12è
- 1960-1961: 3a Divisió 8è
- 1961-1962: 3a Divisió 14è
- 1962-1963: 3a Divisió 16è

## Derbi
El derbi Badalona Sud-Llefià és el més important sobretot per la proximitat d'ambdós barris.
La temporada 2010-11 es van jugar 2. Al Municipal Badalona Sud, el resultat fou de 0-1 però a Llefià, el Badalona Sud va treure un valuós empat 1-1. A la temporada 2011/12 el resultat va ser 2-1 favorable al Badalona Sud amb gol de Dani Garcia 'Danielo' al 95'.